# Cryptomitrium tenerum
Cryptomitrium tenerum là một loài rêu trong họ Aytoniaceae. Loài này được Hook. Austin mô tả khoa học đầu tiên năm 1883.